# Marv (personnage)
Marv est un personnage du comics Sin City de Frank Miller.
En 2008, il a été classé 82e par le magazine Empire parmi les 100 Meilleurs personnages de films de l'histoire (« The 100 Greatest Movie Characters of All Time »).

## Biographie fictive
Marv est un marginal, il est fort physiquement et mentalement, une sorte de philosophe psychopathe. La seule personne de confiance de son entourage est Lucille, son agent de probation, très belle, lesbienne, qui lui fournit des anti-douleurs illégalement.
Il connait également Nancy Callahan, qui est sa protégée depuis qu'il l'a défendue contre un étudiant qui l'avait brutalisée à l'université. Il la croise régulièrement au Kadie's Bar, où Nancy est strip-teaseuse et que Marv fréquente assidument. Marv y rencontre d'ailleurs Goldie un soir dans son bar préféré ; ils vont dans une chambre, y font l'amour, mais au réveil, Goldie est morte. Marv était à côté d'elle quand c'est arrivé, aussi ivre qu'elle.
La police pense que Marv est le responsable : après s'être battu avec eux pour fuir, il commence sa quête vengeresse. Il interroge des hommes en les torturant, afin de « remonter la chaîne alimentaire ». Ses interrogatoires violents qui se soldent par la mort du délateur le conduisent à une ferme où il trouve l'assassin de Goldie, Kevin, un tueur cannibale et protégé du Cardinal Roark, le personnage politique le plus influent de Sin City.
Marv s'occupe de Kevin en pratiquant « l'art de la scie » sur ce dernier — il lui scie les membres et le laisse mourir avant de lui scier la tête. Ensuite il ira tuer Roark de façon brutale, avant que la police n'intervienne et lui tire dessus, mais échappe à la mort. À sa sortie d'hôpital, il fait 18 mois de prison avant d'aller sur la chaise électrique. Peu avant son exécution, il reverra Wendy, la sœur jumelle de Goldie, avec laquelle il passera la nuit. 
Lors de son passage à la chaise électrique, il demande au prêtre qui priait pour le salut de son âme de se dépêcher, prétextant qu'il n'a pas toute la nuit. Le courant est envoyé mais cela ne le tue pas du premier coup, la seconde fois, il part rejoindre Goldie.

## Œuvres où le personnage apparaît

### Comics
- Sin City (The Hard Goodbye) (Vertige Graphic et Rackham, 1994)
- J'ai tué pour elle (A Dame to Kill for) (Vertige Graphic et Rackham, 1995)
- Silent Night et Just Another Saturday Night dans Des filles et des flingues (Booze, Broads & Bullets) (Vertige Graphic, et Rackham 1999)

### Films
- Sin City (2005) de Robert Rodriguez et Frank Miller. Il est interprété par Mickey Rourke.
- Sin City : J'ai tué pour elle (Sin City: A Dame to Kill For) (2013) de Robert Rodriguez et Frank Miller. Il est interprété par Mickey Rourke.